# Bartłomiej Gąsienica-Sieczka
Bartłomiej Gąsienica-Sieczka (* 26. September 1973) ist ein ehemaliger polnischer Skispringer. Er wurde 1993 polnischer Meister und Silbermedaillengewinner bei der Universiade in Zakopane.

## Werdegang
Gąsienica-Sieczka startete für WKS Zakopane. Für diesen Sportverein gewann er 1992 gemeinsam mit Jan Kowal, Zbigniew Klimowski und Krzysztof Rams mit dem Meistertitel im Team seine erste nationale Medaille.
Gąsienica-Sieczka war Teilnehmer der Winter-Universiade 1993 im heimischen Zakopane, wo er zugleich seine erste Podestplatzierung bei einem internationalen Wettkampf erspringen konnte. Er gewann von der Średnia Krokiew die Silbermedaille hinter dem Japaner Naoto Itō und wurde zudem zusammen mit Jarosław Mądry, Stanisław Ustupski und Marek Tucznio Dritter im Teamspringen. Wenige Wochen später holte Gąsienica-Sieczka mit 0,8 Punkten Vorsprung auf seinen Teamkollegen Jan Kowal den Meistertitel von der Großschanze.
Zu Beginn der Saison 1993/94 wurde Gąsienica-Sieczka in den Nationalkader aufgenommen und war somit zunächst Teil des polnischen Teams für den Skisprung-Weltcup. Nachdem er sich aber bei den ersten vier Wettbewerben nicht qualifizieren konnte, wurde er für den Rest der Saison wieder zurückgestuft. In den darauffolgenden Saisons 1994/95 und 1995/96 wurde er lediglich als Teil der nationalen Gruppe bei den Weltcupspringen in Zakopane eingesetzt, verpasste allerdings jedes Mal die Qualifikation.
Nach seiner aktiven Karriere blieb er dem Skispringen weiterhin verbunden. So ist er der erste polnische Medaillengewinner bei den Senioren-Weltmeisterschaften im Skispringen, die seit 1990 jährlich ausgetragen werden. In Zakopane gewann er 2003 die Goldmedaille im Einzelwettbewerb in der jüngsten Altersklasse (30–34 Jahre) von der Mała Krokwia, sowie Silber in derselben Altersklasse von der Normalschanze.

## Persönliches
Bartłomiej Gąsienica-Sieczka ist der Sohn des Skispringers Roman Gąsienica-Sieczka und der Enkel des Olympiateilnehmers Stanisław Gąsienica-Sieczka.